# Nam Trà My
Nam Trà My is een district in de Vietnamese provincies Quảng Nam. De hoofdplaats van Nam Giang is xã Trà Mai.
Nam Trà My bestaat sinds 2003, nadat het afgesplitst werd van Bắc Trà My. De grootste rivier in Nam Trà My is de Tranh.

## Administratieve eenheden
Nam Trà My besetaat uit tien xã's.
- Xã Trà Cang
- Xã Trà Don
- Xã Trà Dơn
- Xã Trà Leng
- Xã Trà Linh
- Xã Trà Mai
- Xã Trà Nam
- Xã Trà Tập
- Xã Trà Vân
- Xã Trà Vinh